# ヴィクター・フレミング
ヴィクター・フレミング（英語: Victor Fleming, 1889年2月23日 - 1949年1月6日）は、アメリカ合衆国の映画監督。カリフォルニア州出身。「男性映画の監督」と呼ばれる。

## 経歴
カリフォルニア州ラ・カナダ・フリントリッジ生まれ。父は同州パサデナで最初の水道設備の設置に当った技師だったが、ヴィクターが4歳の時に死去。母親が再婚したのち、ロサンゼルスに移住。その後、牧場を経営している伯父の家に引き取られる。学生時代は腕白なあまり、14歳で学校を辞めてパサデナの自転車店で働く。
自動車に興味を抱き、のちにカーレーサーに転身し、またメカニックとしても活躍する。この頃、映画監督のアラン・ドワンの愛車を修理したことがきっかけでドワン監督と親しくなり、1910年に撮影アシスタント兼カー・スタントマンとして映画業界に入る。翌年には助監督、1915年ごろから撮影監督となり、ドワン監督やD・W・グリフィスの作品に参加する。
1916年、アメリカ陸軍所属の写真家として活躍したのち、1919年の『暗雲晴れて』（原題：When the Clouds Roll by）で映画初監督。ダグラス・フェアバンクス主演の冒険映画を多く監督した。
1922年にパラマウント映画と契約し、当時絶大な人気のあったクララ・ボウ主演の『フラ』（原題：Hula）やドイツの名優エミール・ヤニングスのハリウッド・デビュー作にして第1回アカデミー賞主演男優賞の名誉を与えた『肉体の道』（原題：The Way of All Fresh）などを手掛ける。
その後、1930年にフォックス社に移籍。1932年にメトロ・ゴールドウィン・メイヤーに入り、1932年の『紅塵』（原題：Read Dust）や1933年の『爆弾の頬紅』（原題：Bombshell）とヒット作を世に放つ。
このヒット以降、MGM上層部からもその実力を信頼される第1級の監督として『ホワイト・シスター』（原題：The White Sister）、『宝島』（原題：Tressure Island）、スペンサー・トレイシーがアカデミー主演男優賞した『我は海の子』（原題：Captains Courageous）、『テスト・パイロット』（原題：Test Pilot）を手掛けて、あらゆるジャンルの作品でその特異な才能を遺憾なく発揮した。
1939年に『オズの魔法使』（原題：The Wizard of Oz）と『風と共に去りぬ』（原題：Gone With the Wind）という世界映画史に燦然と輝く名作を世に送り出す。そして『風と共に去りぬ』では、作品賞・監督賞など9部門を受賞した。これにより名声を得たフレミングだが、実際、本作は彼以外にもジョージ・キューカー他複数の監督が部分ごとに演出をしている。
1940年代に入ると、『ジキル博士とハイド氏』（1941年）という例外はあるものの、 キャリアは下降線をたどり、1948年にイングリッド・バーグマン主演の『ジャンヌ・ダーク』が興業的に失敗する。この作品を最後に翌1949年に心筋梗塞で亡くなる。

## 主な監督作品
- 暗雲動く時 When the Clouds Roll By（1919）
- 海の掟 Code of the Sea（1924）
- 絶壁に闘ふ A Son of His Father（1925）
- 肉体の道 The Way of All Fresh（1927）
- フラ Hula（1927）
- ヴァージニアン The Virginian（1929）
- 泥人形 Common Clay（1930）
- ダグラスの世界一周 Around the World in 80 Minutes with Douglas Fairbanks（1931）[3]
- 紅塵 Red Dust（1932）
- 爆弾の頬紅 Bombshell（1933）
- ホワイト・シスター The White Sister（1933）
- 宝島 Treasure Island（1934）
- 我は海の子 Captains Courageous（1937）
- テスト・パイロット Test Pilot（1938）
- オズの魔法使 The Wizard of Oz（1939）
- 風と共に去りぬ Gone with the Wind（1939）
- ジキル博士とハイド氏 Dr. Jekyll and Mr. Hyde（1941）
- 冒険 Adventure（1945）
- ジャンヌ・ダーク Joan of Arc（1948）